# Holden Statesman
Der Holden Caprice ist ein von Holden, der australischen General-Motors-Dependance, von 1990 an produzierte Limousine der Oberklasse. Die Einstiegsversion Holden Statesman wurde bis 2010, der Caprice bis Oktober 2017 produziert. Caprice und Statesman waren die ersten Modelle der Marke Holden seit dem Holden Brougham. Allerdings wurden zwischen 1971 und 1984 Oberklassemodelle unter der Marke Statesman angeboten. Von dieser wurden auch beide Modellnamen übernommen.

## Von Jahr zu Jahr

### Statesman/Caprice (HQ/HJ/HX/HZ/WB, 1971–1984)
Im Juli 1971 wurde als Nachfolger des Holden Brougham die Marke Statesman mit den Modellen Statesman Custom und Statesman Deville geschaffen. Die Motorisierungen reichten von einem 3,3-l-R6 über einen 4,15-l- und einen 5,0-l-V8 bis zu einem 5,7-l-V8. Die 5,7-l-Versionen wurden unter den Bezeichnungen Chevrolet 350 nach Neuseeland und Südafrika exportiert. Technisch basierten die Statesman-Modelle auf den gewöhnlichen Holden-Modellen, besaßen aber einen um 7,6 cm verlängerten Radstand, der dem Raum im Fond zugutekam, und eine modifizierte Karosserie.

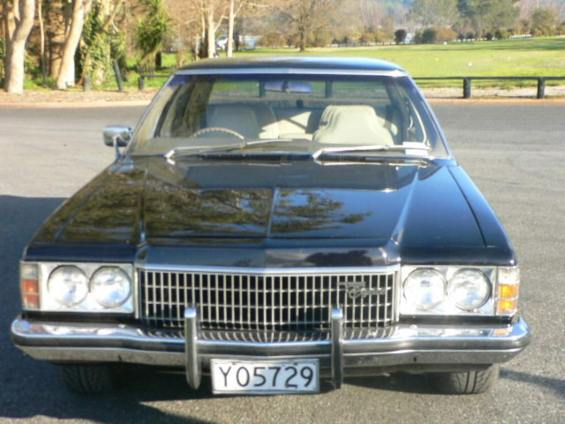
Holden Statesman Caprice HJ (1974–1976)

### Caprice/Statesman (VQ/VR/VS, 1990–1999)
1990 debütierten neuen Statesman- und Caprice-Modelle der VQ Serie, die vom zeitgenössischen Holden Commodore VN abgeleitet waren. Statesman und Caprice teilten sich den längeren Radstand mit dem Commodore-Kombi und waren etwa 11 cm länger als der Commodore Viertürer. Eigenständig waren die Karosserien mit geänderter Dachlinie, die an das Oldsmobile-Modell Cutlass Supreme erinnerte. Dazu erhielten die Luxusmodelle serienmäßig die Mehrlenker-Hinterachse, die beim Commodore nur gegen Aufpreis an die Stelle der Starrachse trat.
1991 erschien die Serie II der Baureihe VQ mit (im Caprice) serienmäßigem ABS; der Statesman besaß serienmäßig den von Buick konstruierten 3,8-l-V6 des Commodore, der Caprice den 5,0-l-V8.
Von Statesman/Caprice der Baureihe VQ wurden 9.396 Stück hergestellt, davon gingen 188 Autos in den Export.
Der Statesman/Caprice VR, ein stark überarbeiteter VQ, besaß eine neue elektronisch gesteuerte Viergangautomatik und einen überarbeiteten stärkeren 3,8-l-V6 mit höherer Verdichtung und rollengelagerten Kipphebeln.
Im Statesman/Caprice VS kamen ein weiter überarbeiteter V6 der Ecotec-Generation und eine modifizierte Viergangautomatik zum Einsatz.
Im September 1996 debütierte der VS der Serie II, den es erstmals auch mit einer Kompressor-Version des Buick-V6 gab.
Im Juni 1998 folgte die inoffizielle Serie III mit kleineren Änderungen.

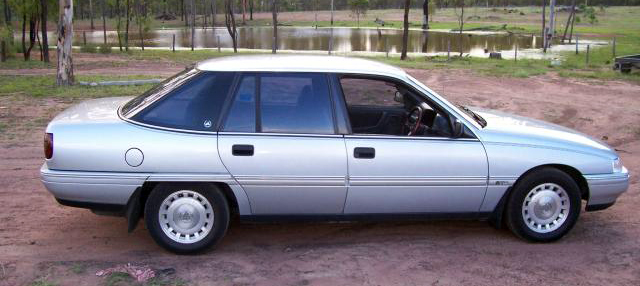
Holden Caprice VQ (1990–1994)
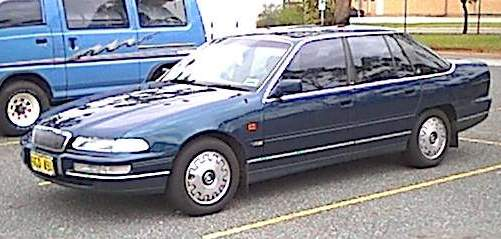
Holden Caprice VS (1995–1999)

| Technische Daten Holden Statesman/Caprice VS |                                                               |                                                               |                                                               |                                                               |           |
| Holden Statesman                             | 3.8                                                           | 3.8 Kompressor                                                | 5.0                                                           | 5.0 HO                                                        |           |
| Motor:                                       | 6-Zylinder-V-Motor (Viertakt), Gabelwinkel 90°, vorne längs   | 6-Zylinder-V-Motor (Viertakt), Gabelwinkel 90°, vorne längs   | 8-Zylinder-V-Motor (Viertakt), Gabelwinkel 90°, vorne längs   | 8-Zylinder-V-Motor (Viertakt), Gabelwinkel 90°, vorne längs   |           |
| Bezeichnung:                                 | Ecotec/Buick 3800                                             | Ecotec Supercharged/Buick 3800                                | GMH 308                                                       | GMH 308                                                       |           |
| Hubraum:                                     | 3791 cm³                                                      | 3791 cm³                                                      | 4981 cm³                                                      | 4981 cm³                                                      |           |
| Bohrung × Hub:                               | 96,52 × 86,36 mm                                              | 96,52 × 86,36 mm                                              | 101,6 × 76,8 mm                                               | 101,6 × 76,8 mm                                               |           |
| Leistung bei 1/min:                          | 147 kW (200 PS) bei 5200                                      | 165 kW (224 PS) bei 5200                                      | 168 kW (228 PS) bei 4400                                      | 185 kW (252 PS) bei 4600                                      |           |
| Max. Drehmoment bei 1/min:                   | 304 Nm bei 3600                                               | 370 Nm bei 3200                                               | 395 Nm bei 3600                                               | 400 Nm bei 3800                                               |           |
| Verdichtung:                                 | 9,4:1                                                         | 8,5:1                                                         | 8,4:1                                                         | 8,4:1                                                         |           |
| Gemischaufbereitung:                         | elektronische Einspritzung                                    | elektronische Einspritzung                                    | elektronische Einspritzung                                    | elektronische Einspritzung                                    |           |
| Ventilsteuerung:                             | zentrale Nockenwelle, Antrieb über Kette                      | zentrale Nockenwelle, Antrieb über Kette                      | zentrale Nockenwelle, Antrieb über Kette                      | zentrale Nockenwelle, Antrieb über Kette                      |           |
| Kühlung:                                     | Wasserkühlung                                                 | Wasserkühlung                                                 | Wasserkühlung                                                 | Wasserkühlung                                                 |           |
| Getriebe:                                    | Viergangautomatik GM THM Hinterradantrieb                     | Viergangautomatik GM THM Hinterradantrieb                     | Viergangautomatik GM THM Hinterradantrieb                     | Viergangautomatik GM THM Hinterradantrieb                     |           |
| Radaufhängung vorn:                          | untere Querlenker mit Zugstreben, Federbeine, Schraubenfedern | untere Querlenker mit Zugstreben, Federbeine, Schraubenfedern | untere Querlenker mit Zugstreben, Federbeine, Schraubenfedern | untere Querlenker mit Zugstreben, Federbeine, Schraubenfedern |           |
| Radaufhängung hinten:                        | Einzelradaufhängung (IRS) mit Schräglernkern, Schraubenfedern | Einzelradaufhängung (IRS) mit Schräglernkern, Schraubenfedern | Einzelradaufhängung (IRS) mit Schräglernkern, Schraubenfedern | Einzelradaufhängung (IRS) mit Schräglernkern, Schraubenfedern |           |
| Bremsen:                                     | Scheibenbremsen rundum, Servo, optional ABS                   | Scheibenbremsen rundum, Servo, optional ABS                   | Scheibenbremsen rundum, Servo, optional ABS                   | Scheibenbremsen rundum, Servo, optional ABS                   |           |
| Lenkung:                                     | Zahnstangenlenkung, Servo                                     | Zahnstangenlenkung, Servo                                     | Zahnstangenlenkung, Servo                                     | Zahnstangenlenkung, Servo                                     |           |
| Karosserie:                                  | Stahlblech, selbsttragend                                     | Stahlblech, selbsttragend                                     | Stahlblech, selbsttragend                                     | Stahlblech, selbsttragend                                     |           |
| Spurweite vorn/hinten:                       | 1490/1490 mm                                                  | 1490/1490 mm                                                  | 1490/1490 mm                                                  | 1490/1490 mm                                                  |           |
| Radstand:                                    | 2825 mm                                                       | 2825 mm                                                       | 2825 mm                                                       | 2825 mm                                                       |           |
| Abmessungen:                                 | 4990 × 1795 × 1420 mm                                         | 4990 × 1795 × 1420 mm                                         | 4990 × 1795 × 1420 mm                                         | 4990 × 1795 × 1420 mm                                         |           |
| Leergewicht:                                 | 1520 kg                                                       | 1520 kg                                                       | 1630 kg                                                       | 1630 kg                                                       |           |
| Höchstgeschwindigkeit:                       | 200 km/h                                                      | ca. 210 km/h                                                  | ca. 210 km/h                                                  | ca. 210 km/h                                                  |           |
| 0–100 km/h:                                  | 8,7 s                                                         | 8,5 s                                                         | n. a.                                                         | n. a.                                                         |           |
| Verbrauch (Super, L/100 km):                 | ca. 8–10,5                                                    |                                                               | ca. 10–15                                                     | ca. 10–17                                                     | ca. 10–17 |

### Caprice/Statesman  (WH/WK/WL, 1999–2006)
1999 stellte Holden einen vollständig neuen Statesman/Caprice WH auf Basis des Holden  Commodore VS vor, angetrieben von dem bekannten 3,8-Liter-V6 als Saug- oder Kompressormotor oder einem 5,7-Liter-V8. Wieder unterschied sich die Karosserie deutlich von der des Commodore, obwohl Windschutzscheibe und Türen identisch waren. Als Linkslenker wurde der Caprice unter der Bezeichnung Chevrolet Caprice in den Nahen Osten exportiert.
2003 erhielt der WH ein Facelift mit eckigerer Frontpartie und wurde dadurch zum WK Statesman/Caprice.
Im August 2004 debütierte der Statesman/Caprice WL, der auch in China als Buick Royaum und in Südkorea als Daewoo Statesman verkauft wurde.
Von Statesman/Caprice der Baureihe WH, WK und WL entstanden in sechs Jahren insgesamt 137.206 Exemplare, von denen die überwiegende Mehrzahl, nämlich 101.314 Stück, in den Export gingen.

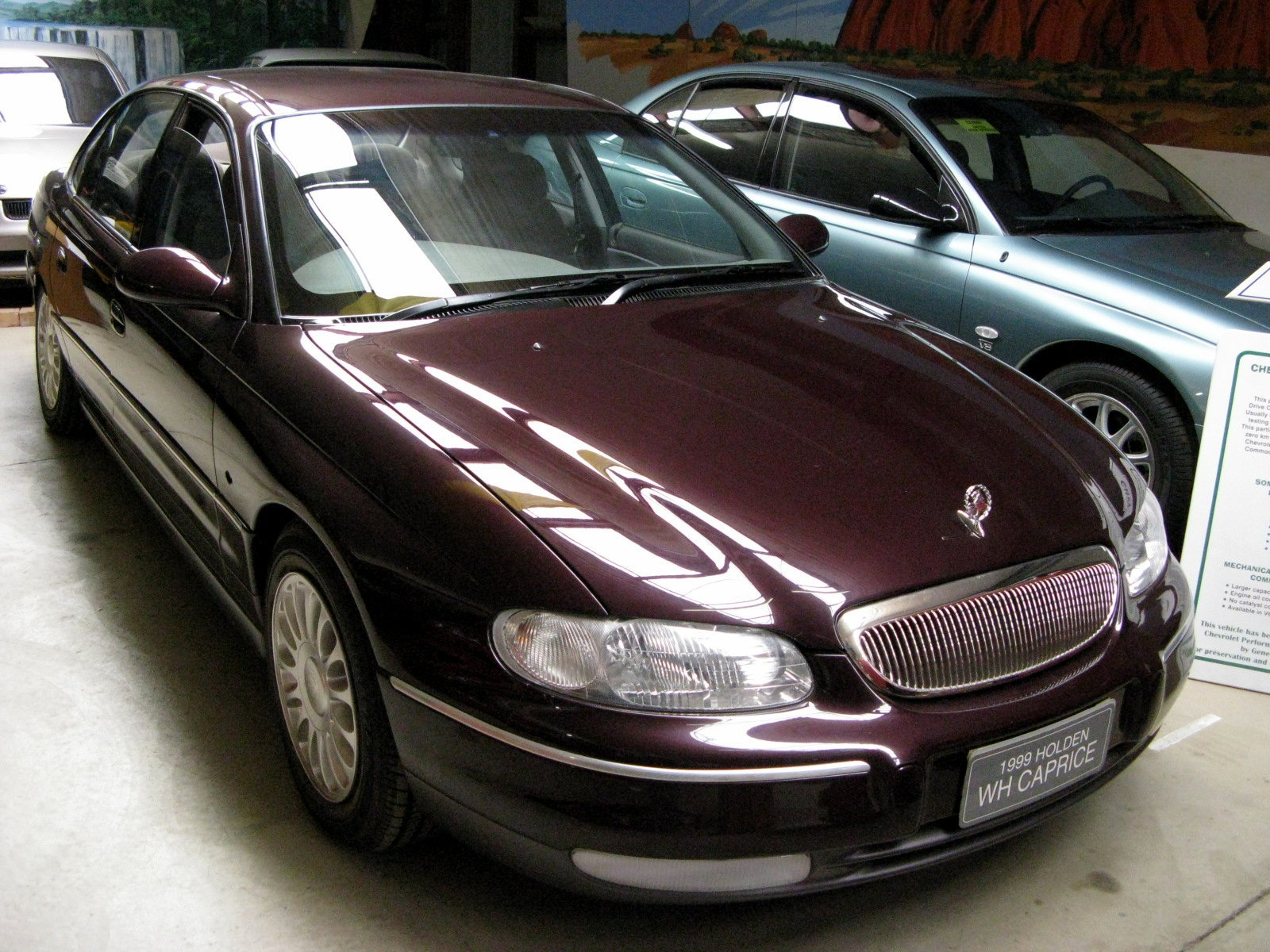
Holden Caprice WH (1999–2003)
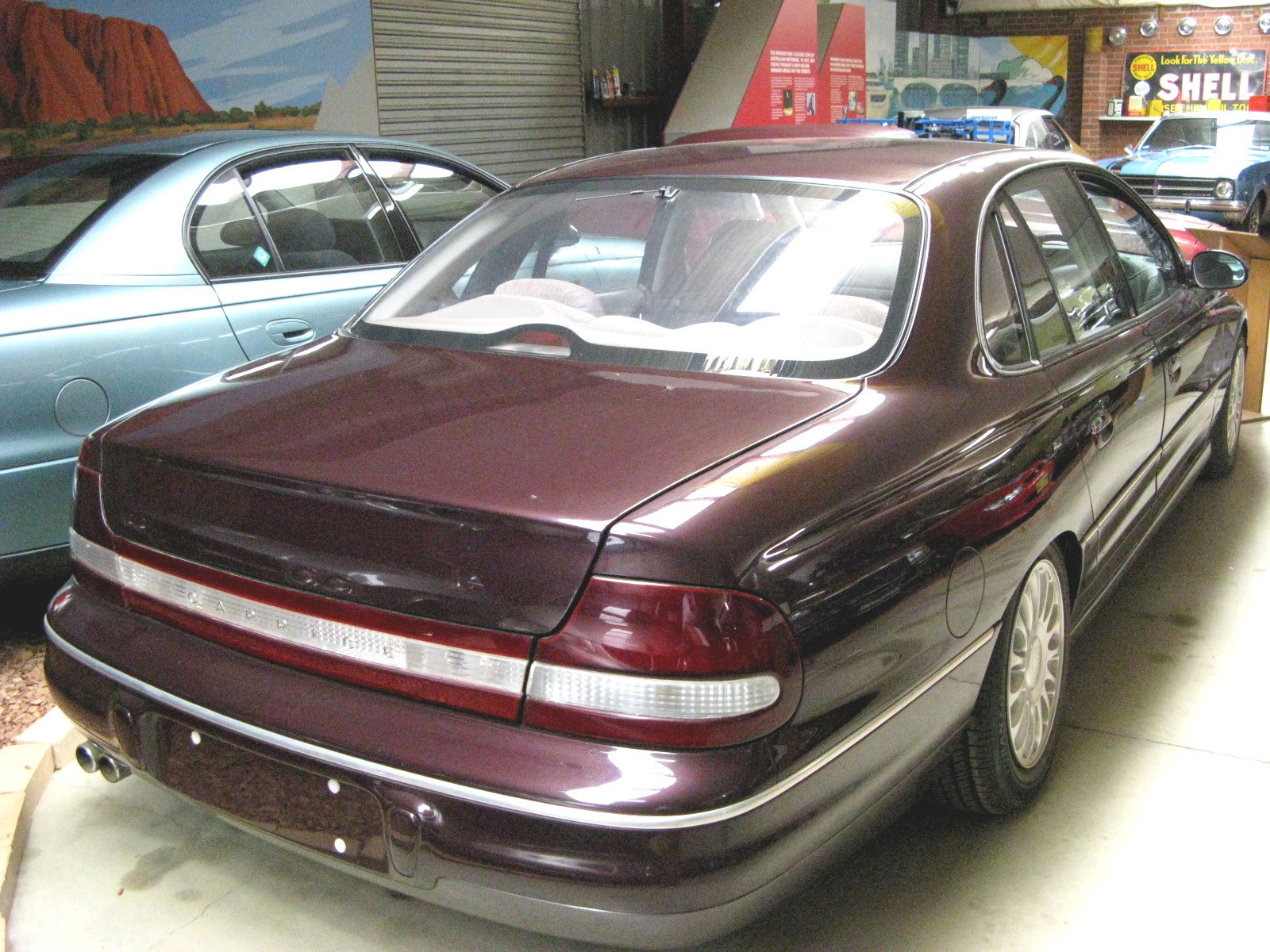
Heck des Caprice WH
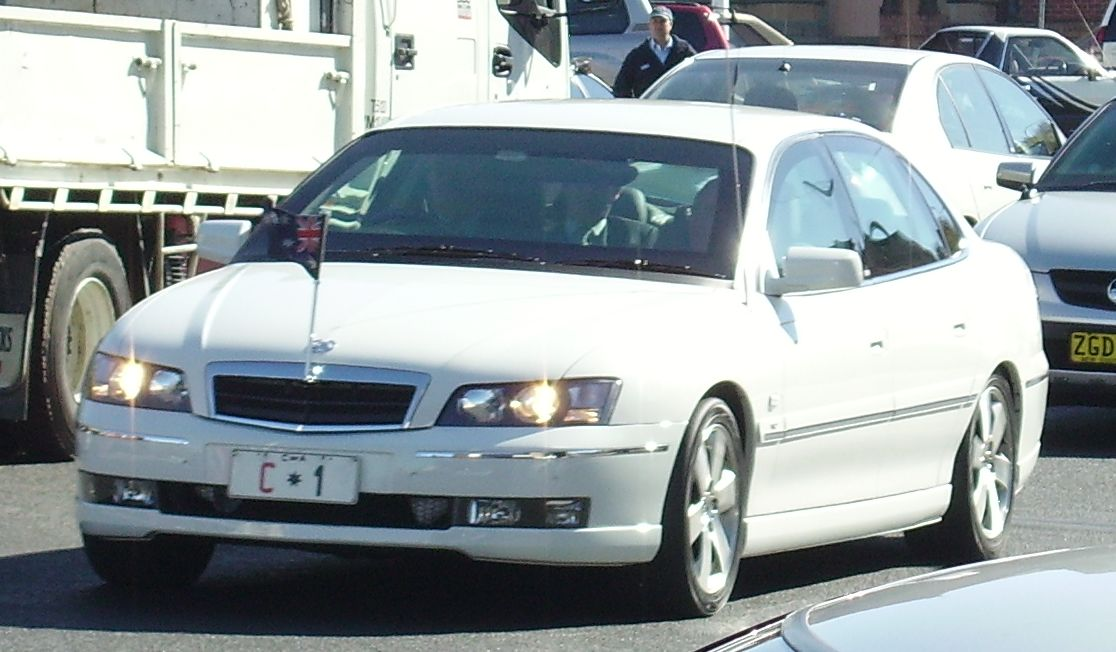
Holden Caprice WL (2004–2006; von Premierminister Howard)

| Technische Daten Holden Statesman/Caprice WL |                                                                    |                                                                    |                                                                    |                                                                    |
| Holden Statesman                             | 3.6                                                                | 3.6 HO                                                             | 5.7                                                                | 5.7 SS                                                             |
| Motor:                                       | 6-Zylinder-V-Motor (Viertakt), Gabelwinkel 90°, vorne längs        | 6-Zylinder-V-Motor (Viertakt), Gabelwinkel 90°, vorne längs        | 8-Zylinder-V-Motor (Viertakt), Gabelwinkel 90°, vorne längs        | 8-Zylinder-V-Motor (Viertakt), Gabelwinkel 90°, vorne längs        |
| Bezeichnung:                                 | Alloytec V6 VVT                                                    | 190 Alloytec V6 VVT                                                | Gen III V8                                                         | Gen III V8                                                         |
| Hubraum:                                     | 3656 cm³                                                           | 3656 cm³                                                           | 5665 cm³                                                           | 5665 cm³                                                           |
| Bohrung × Hub:                               | 94 × 85,6 mm                                                       | 94 × 85,6 mm                                                       | 99 × 92 mm                                                         | 99 × 92 mm                                                         |
| Leistung bei 1/min:                          | 175 kW (238 PS) bei 6000                                           | 190 kW (258 PS) bei 6400                                           | 235 kW (320 PS) bei 5600                                           | 250 kW (340 PS) bei 5600                                           |
| Max. Drehmoment bei 1/min:                   | 320 Nm bei 2800                                                    | 340 Nm bei 3200                                                    | 460 Nm bei 4000                                                    | 470 Nm bei 4800                                                    |
| Verdichtung:                                 | 10,2:1                                                             | 10,2:1                                                             | 10,1:1                                                             | 10,1:1                                                             |
| Gemischaufbereitung:                         | elektronische Einspritzung                                         | elektronische Einspritzung                                         | elektronische Einspritzung                                         | elektronische Einspritzung                                         |
| Ventilsteuerung:                             | DOHC, Antrieb über Kette                                           | DOHC, Antrieb über Kette                                           | zentrale Nockenwelle, Antrieb über Kette                           | zentrale Nockenwelle, Antrieb über Kette                           |
| Kühlung:                                     | Wasserkühlung                                                      | Wasserkühlung                                                      | Wasserkühlung                                                      | Wasserkühlung                                                      |
| Getriebe:                                    | 5-Gang-Getriebe optional Viergangautomatik GM THM Hinterradantrieb | 6-Gang-Getriebe optional Viergangautomatik GM THM Hinterradantrieb | 6-Gang-Getriebe optional Viergangautomatik GM THM Hinterradantrieb | 6-Gang-Getriebe optional Viergangautomatik GM THM Hinterradantrieb |
| Radaufhängung vorn:                          | untere Querlenker mit Zugstreben, Federbeine, Schraubenfedern      | untere Querlenker mit Zugstreben, Federbeine, Schraubenfedern      | untere Querlenker mit Zugstreben, Federbeine, Schraubenfedern      | untere Querlenker mit Zugstreben, Federbeine, Schraubenfedern      |
| Radaufhängung hinten:                        | Einzelradaufhängung (IRS) mit Schräglernkern, Schraubenfedern      | Einzelradaufhängung (IRS) mit Schräglernkern, Schraubenfedern      | Einzelradaufhängung (IRS) mit Schräglernkern, Schraubenfedern      | Einzelradaufhängung (IRS) mit Schräglernkern, Schraubenfedern      |
| Bremsen:                                     | Scheibenbremsen rundum, Servo, ABS                                 | Scheibenbremsen rundum, Servo, ABS                                 | Scheibenbremsen rundum, Servo, ABS                                 | Scheibenbremsen rundum, Servo, ABS                                 |
| Lenkung:                                     | Zahnstangenlenkung, Servo                                          | Zahnstangenlenkung, Servo                                          | Zahnstangenlenkung, Servo                                          | Zahnstangenlenkung, Servo                                          |
| Karosserie:                                  | Stahlblech, selbsttragend                                          | Stahlblech, selbsttragend                                          | Stahlblech, selbsttragend                                          | Stahlblech, selbsttragend                                          |
| Spurweite vorn/hinten:                       | 1570/1575 mm                                                       | 1570/1575 mm                                                       | 1570/1575 mm                                                       | 1570/1575 mm                                                       |
| Radstand:                                    | 2940 mm                                                            | 2940 mm                                                            | 2940 mm                                                            | 2940 mm                                                            |
| Abmessungen:                                 | 5190 × 1850 × 1450 mm                                              | 5190 × 1850 × 1450 mm                                              | 5190 × 1850 × 1450 mm                                              | 5190 × 1850 × 1450 mm                                              |
| Leergewicht:                                 | 1685 kg                                                            | 1685 kg                                                            | 1730 kg                                                            | 1730 kg                                                            |
| Höchstgeschwindigkeit:                       | 200 km/h                                                           | ca. 210 km/h                                                       | ca. 240 km/h                                                       | ca. 240 km/h                                                       |
| 0–100 km/h:                                  | ca. 8,5 s                                                          | ca. 8 s                                                            | 6–7,7 s                                                            | 5,5 s                                                              |
| Verbrauch (Super, L/100 km):                 | 11,1                                                               | 11,5                                                               | 12,0                                                               | 12,0                                                               |

### Caprice (WM, 2006–2017)
Parallel zum vollständig neu entwickelten Commodore VE, zeigte Holden im Juli 2006 erstmals den neuen Statesman/Caprice WM, die beide auf der Zeta-Plattform von General Motors aufbauen.
Im Vergleich zum Commodore VE ist der Radstand knapp 10 cm länger, die Karosserie hat hinten ein drittes Seitenfenster. An Motoren stehen die aus dem Commodore übernommenen 3,6-Liter-V6 und Sechsliter-V8 zur Verfügung.
Seit 2010 ist der Caprice WM der zweiten Serie erhältlich. Gleichzeitig wurde das Modell Statesman eingestellt. Der 3,6-l-V6 wurde durch ein 3,0-l-V6 mit Benzindirekteinspritzung ersetzt. Der V8-Motor ist nun E85-fähig.

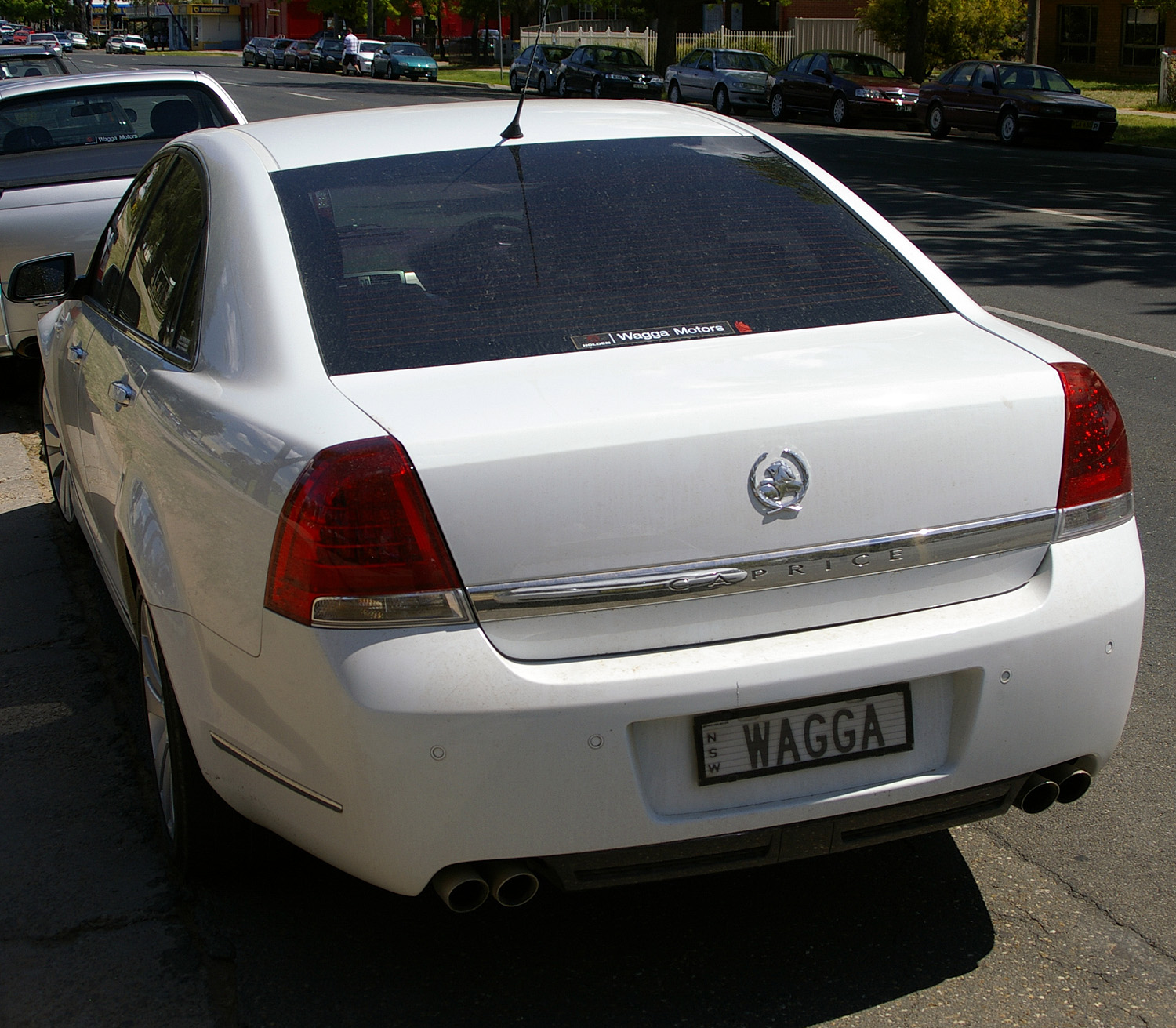
Heck des Caprice WM

| Technische Daten Holden Statesman/Caprice WM (2007) |                                                               |                                                               |
| Holden Statesman                                    | 3.6 VVT                                                       | 6.0                                                           |
| Motor:                                              | 6-Zylinder-V-Motor (Viertakt), Gabelwinkel 60°, vorne längs   | 8-Zylinder-V-Motor (Viertakt), Gabelwinkel 90°, vorne längs   |
| Bezeichnung:                                        | 190 Alloytec V6 VVT                                           | Gen III (L98)                                                 |
| Hubraum:                                            | 3565 cm³                                                      | 5967 cm³                                                      |
| Bohrung × Hub:                                      | 94 × 85,6 mm                                                  | 101,6 × 92 mm                                                 |
| Leistung bei 1/min:                                 | 195 kW (265 PS) bei 6500                                      | 270 kW (367 PS) bei 5700                                      |
| Max. Drehmoment bei 1/min:                          | 340 Nm bei 2600                                               | 530 Nm bei 4400                                               |
| Verdichtung:                                        | 10,2:1                                                        | 10,4:1                                                        |
| Gemischaufbereitung:                                | elektronische Einspritzung                                    | elektronische Einspritzung                                    |
| Ventilsteuerung:                                    | DOHC, Antrieb über Kette                                      | zentrale Nockenwelle, Antrieb über Kette                      |
| Kühlung:                                            | Wasserkühlung                                                 | Wasserkühlung                                                 |
| Getriebe:                                           | Fünfgangautomatik Hinterradantrieb                            | Sechsgangautomatik GM Hinterradantrieb                        |
| Radaufhängung vorn:                                 | untere Querlenker mit Zugstreben, Federbeine, Schraubenfedern | untere Querlenker mit Zugstreben, Federbeine, Schraubenfedern |
| Radaufhängung hinten:                               | Einzelradaufhängung (IRS) mit Schräglernkern, Schraubenfedern | Einzelradaufhängung (IRS) mit Schräglernkern, Schraubenfedern |
| Bremsen:                                            | Scheibenbremsen rundum, Servo, ABS                            | Scheibenbremsen rundum, Servo, ABS                            |
| Lenkung:                                            | Zahnstangenlenkung, Servo                                     | Zahnstangenlenkung, Servo                                     |
| Karosserie:                                         | Stahlblech, selbsttragend                                     | Stahlblech, selbsttragend                                     |
| Spurweite vorn/hinten:                              | 1600/1620 mm                                                  | 1600/1620 mm                                                  |
| Radstand:                                           | 3009 mm                                                       | 3009 mm                                                       |
| Abmessungen:                                        | 5160 × 1899 × 1480 mm                                         | 5160 × 1899 × 1480 mm                                         |
| Leergewicht:                                        | 1802–1837 kg                                                  | 1844–1887 kg                                                  |
| Höchstgeschwindigkeit:                              | ca. 210 km/h                                                  | ca. 240+ km/h                                                 |
| 0–100 km/h:                                         | ca. 8,0 s                                                     | 6–7,7 s                                                       |
| Verbrauch (Super, L/100 km, austral. Norm):         | 11,7                                                          | 14,3                                                          |

### Varianten im Ausland
Auf dem chinesischen Markt wurde der Caprice zunächst als Buick Royaum,   ab 2007 als Buick Park Avenue angeboten, der mit einem 3,6-Liter-V6 (187 kW/250 PS), aber auch mit einem in Australien nicht verfügbaren 2,8-Liter-V6 (150 kW/201 PS) ausgerüstet werden konnte. Die Preise beliefen sich (Stand Februar 2008) auf 329.000 bis 499.000 Yuan (etwa 31.500 bis 48.000 Euro).
In den Golfstaaten wurde der Wagen (mit Linkslenkung) ab 1999 als Chevrolet Caprice angeboten.
Auf dem Statesman der Reihe WM basierten ferner der Daewoo Veritas sowie Bitter Vero. Ab 2011 wurde das Fahrzeug als speziell ausgerüstetes Chevrolet Caprice Police Patrol Vehicle (PPV) mit Linkslenkung auf dem amerikanischen Markt angeboten. Ein Verkauf an Privatkunden oder Mietwagenflotten war nicht vorgesehen.